# Sean De Bie
Sean De Bie (Bonheiden, 3 de octubre de 1991) es un ciclista belga que fue profesional entre 2013 y 2021.
Es hijo de Eddy De Bie, antiguo ciclista profesional, y sobrino de Danny De Bie, campeón del mundo de ciclocrós en 1989 en Pontchâteau.

## Palmarés
2010 (como amateur)
- 1 etapa de la Vuelta a Lieja

2011 (como amateur)
- 1 etapa de la Toscana-Terra di ciclismo-Coppa delle Nazioni

2012 (como amateur)
- 1 etapa del Triptyque des Monts et Châteaux

2013
- Campeonato Europeo en Ruta sub-23

2015
- 1 etapa del Tour de Luxemburgo
- Gran Premio Impanis-Van Petegem

2016
- Tres Días de Flandes Occidental

2018
- 1 etapa de la Estrella de Bessèges[3]

## Resultados en Grandes Vueltas
Durante su carrera deportiva consiguió los siguientes puestos en las Grandes Vueltas:
| Carrera | Carrera         | 2013 | 2014 | 2015 | 2016  | 2017 | 2018 | 2019 | 2020 | 2021 |
| ------- | --------------- | ---- | ---- | ---- | ----- | ---- | ---- | ---- | ---- | ---- |
|         | Giro de Italia  | —    | —    | —    | 108.º | Ab.  | —    | —    | —    | —    |
|         | Tour de Francia | —    | —    | —    | —     | —    | —    | —    | —    | —    |
|         | Vuelta a España | —    | —    | —    | —     | —    | —    | —    | —    | —    |

—: no participa

Ab.: abandono